# Tournament of Nations 2017 (Frauenfußballturnier)
Das Tournament of Nations 2017 war ein Turnier für Frauenfußballnationalteams und fand zwischen dem 27.  Juli und 3. August 2017 in den USA statt. Es ist nach dem SheBelieves Cup 2017 das zweite Viernationenturnier des Jahres in den USA. Während dieser aber im März in Stadien an der Ostküste stattfand, fanden die Spiele dieses Turniers an der Westküste statt.  Teilnehmer waren Weltmeister und Gastgeber USA, Asienmeister und Vizeweltmeister Japan, Südamerikameister Brasilien sowie der Vize-Asienmeister Australien. Das Turnier fand zeitgleich zur K.-o.-Runde der EM 2017 statt und war das zweithöchstbesetzte Einladungsturnier des Jahres. Die vier Mannschaften belegten in der FIFA-Weltrangliste im Juni 2017 die Plätze 1, 6, 7 und 8. Teilweise besser platziert waren nur die EM-Teilnehmer Deutschland (2.), Frankreich (3.) und England (5.) sowie Kanada (4.).
Austragungsorte waren das CenturyLink Field in Seattle, das Qualcomm Stadium in San Diego und das StubHub Center in Carson. Von diesen besitzt das erste Stadion Kunstrasen, die beiden anderen besitzen Naturrasen.
Von der FIFA werden die Spiele als Freundschaftsspiele eingestuft, so dass jede Mannschaft pro Spiel bis zu sechs Auswechslungen vornehmen konnte. Der Sieger des Turniers wurde die Mannschaft mit den meisten erzielten Punkten. Bei Punktgleichheit entschied über die Platzierung zuerst die Tordifferenz aus allen Spielen, dann die insgesamt erzielten Tore, danach der direkte Vergleich und zuletzt das FIFA-Ranking, wobei die letzten drei Kriterien nicht herangezogen werden mussten.

## Spielergebnisse
| Pl. | Land       | Sp. | S | U | N | Tore    | Diff. | Punkte |
| --- | ---------- | --- | - | - | - | ------- | ----- | ------ |
| 1.  | Australien | 3   | 3 | 0 | 0 | 011:300 | +8    | 09     |
| 2.  | USA        | 3   | 2 | 0 | 1 | 007:400 | +3    | 06     |
| 3.  | Japan      | 3   | 0 | 1 | 2 | 003:800 | −5    | 01     |
| 4.  | Brasilien  | 3   | 0 | 1 | 2 | 005:110 | −6    | 01     |

|                                                                                      |   |            |           |
| 27. Juli 2017 um 16:15 Uhr (28. Juli um 1:15 Uhr MEZ) in Seattle                     |   |            |           |
| Brasilien                                                                            | – | Japan      | 1:1 (0:0) |
| Momiki (63.); Camila (87.)                                                           |   |            |           |
| 27. Juli 2017 um 19:00 Uhr (28. Juli um 4:00 Uhr MEZ) in Seattle                     |   |            |           |
| USA                                                                                  | – | Australien | 0:1 (0:0) |
| Butt (67.)                                                                           |   |            |           |
| 30. Juli 2017 um 14:15 Uhr (23:15 Uhr MEZ) in San Diego                              |   |            |           |
| Japan                                                                                | – | Australien | 2:4 (1:3) |
| Tanaka (6.); Kerr (11., 16., 43.); van Egmond (62., FE), Momiki (90.+3')             |   |            |           |
| 30. Juli 2017 um 17:00 Uhr (31. Juli um 2:00 Uhr MEZ) in San Diego                   |   |            |           |
| USA                                                                                  | – | Brasilien  | 4:3 (1:1) |
| Andressa (2., 78.); Mewis (18.); Bruna (63.); Press (80.); Rapinoe (85.); Ertz (89.) |   |            |           |
| 3. August 2017 um 16:15 Uhr (4. August um 1:15 Uhr MEZ) in Carson                    |   |            |           |
| Australien                                                                           | – | Brasilien  | 6:1 (4:1) |
| Camila (2.); De Vanna (7., 34.); Foord (32., 68.); Gorry (41.); Kerr (81.)           |   |            |           |
| 3. August 2017 um 19:00 Uhr (4. August um 4:00 Uhr MEZ) in Carson                    |   |            |           |
| USA                                                                                  | – | Japan      | 3:0 (1:0) |
| Rapinoe (12.); Pugh (60.); Morgan (86.)                                              |   |            |           |

## Torschützinnen
| Rang | Spielerin        | Tore |
| ---- | ---------------- | ---- |
| 1    | Sam Kerr         | 04   |
| 2    | Lisa De Vanna    | 02   |
|      | Caitlin Foord    | 02   |
|      | Andressa         | 02   |
|      | Camila           | 02   |
|      | Yuka Momiki      | 02   |
|      | Megan Rapinoe    | 02   |
| 8    | Tameka Butt      | 01   |
|      | Emily van Egmond | 01   |
|      | Katrina Gorry    | 01   |
|      | Bruna Benites    | 01   |
|      | Mina Tanaka      | 01   |
|      | Julie Ertz       | 01   |
|      | Samantha Mewis   | 01   |
|      | Alex Morgan      | 01   |
|      | Christen Press   | 01   |
|      | Mallory Pugh     | 01   |